# Seen des Wada
Die Seen des Wada (englisch Lakes of Wada) sind ein kontraintuitives Beispiel in der Mathematik, genauer in der Topologie, von drei disjunkten zusammenhängenden offenen Teilmengen der Ebene mit einem gemeinsamen Rand. Die Bezeichnung dieses Beispiels geht auf den japanischen Mathematiker Takeo Wada zurück.

## Konstruktion der Seen

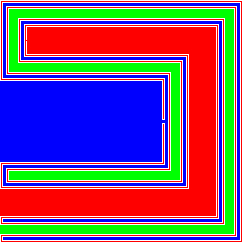
Die Seen des Wada nach fünf Konstruktionsschritten

Man beginnt mit einem offenen Stück Land der Ebene und baggert in dieses drei Seen nach folgenden Regeln:
- Am Tage n =  1, 2, 3 … vergrößere den See Nummer n mod 3, so dass sein Ufer nirgends weiter als 1/n vom Ufer eines anderen Sees entfernt ist. Das Land soll dabei wegzusammenhängendes Inneres behalten und jeder See soll weiterhin offen bleiben.

Nach unendlich vielen Tagen sind die drei Seen immer noch disjunkte offene Mengen und das restliche Land ist der topologische Rand aller drei Seen.
Dies ist beispielsweise in der folgenden Weise möglich (siehe Abbildung rechts):
Starte mit dem offenen Einheitsquadrat  {(x,y)| 0 < x < 1, 0 < y < 1 } als Land (grau in der Abbildung).
1. Lege einen blauen See B mit Breite 1/3 und Länge 2/3 an, um den herum ein Landstreifen der Breite 1/3 bleibt: B = {(x,y) | x < 2/3; 1/3 < y < 2/3  }. Der blaue See ist von jedem Land-Punkt maximal √2/3 weit entfernt.
2. Baggere in das Rest-Land einen roten See der Breite 1/32, um den herum ein Landstreifen der Breite 1/32 bleibt. Der rote See ist von jedem Land-Punkt maximal √2/32 weit entfernt.
3. Baggere in das Rest-Land einen grünen See der Breite 1/33, um den herum ein Landstreifen der Breite 1/33 bleibt. Der grüne See ist von jedem Land-Punkt maximal √2/33 weit entfernt.
4. Erweitere den blauen See durch einen Kanal der Breite 1/34, um den herum ein Landstreifen der Breite 1/34 bleibt. Damit der See zusammenhängend ist, wird eine schmale Verbindung zwischen dem ursprünglichen blauen See und dem blauen Kanal angelegt (sichtbar in der Mitte des Bildes). Der erweiterte blaue See ist von jedem Land-Punkt maximal √2/34 weit entfernt.
5. Erweitere den roten See durch einen Kanal der Breite 1/35, um den herum ein Landstreifen der Breite 1/35 bleibt. Ein schmaler Kanal verbindet den dünnen roten Kanal mit dem großen ursprünglichen roten See (sichtbar nahe der oberen linken Ecke des Bildes.) Der erweiterte rote See ist von jedem Land-Punkt maximal √2/35 weit entfernt.

Diese Konstruktion wird analog fortgeführt.

## Anmerkung
Es sind mehr als 3 Seen mit der gleichen Grenze möglich. Durch eine Variation dieser Konstruktion kann jede beliebige endliche Zahl k an Seen mit der gleichen Grenze angelegt werden. Statt am n-ten Tag den See mit der Nummer i kongruent n mod 3 zu erweitern, wird der See mit der Nummer i kongruent n mod k erweitert.
Es kann sogar eine abzählbare unendliche Anzahl von Seen mit der gleichen Grenze angelegt werden:  Statt die Seen in der Reihenfolge  0, 1, 2, 0, 1, 2, 0, 1, 2, 0 …. zu erweitern, können sie in der Reihenfolge 0, 0, 1, 0, 1, 2, 0, 1, 2, 3, 0, 1, 2, 3, 4, 0, 1, 2, 3, 4, 5 … angelegt bzw. erweitert werden.